# Hardin (Teksas)
Hardin – miasto w Stanach Zjednoczonych, w stanie Teksas, w hrabstwie Liberty.